# Natal Ridge
Natal Ridge ist ein markanter, unverschneiter und terrassierter Gebirgskamm im Osten der westantarktischen Alexander-I.-Insel. Er bildet einen Teil der Nordgrenze der Two Step Cliffs.
Das UK Antarctic Place-Names Committee benannte ihn 1993 in Anerkennung der geomorphologischen und biologischen Studien von Wissenschaftlern der Universität von Natal bei der Erkundung des benachbarten Mars-Gletschers.